# Justyna Bąk
Justyna Bąk (ur. 1 sierpnia 1974 w Biłgoraju) – polska biegaczka.

## Kariera
2-krotna rekordzistka świata w biegu na 3000 m z przeszkodami: 9:25.31 (Nicea, 9 lipca 2001), 9:22.29 (Mediolan, 5 czerwca 2002).
Srebrna (2004) i brązowa (2001) medalistka mistrzostw Europy w biegach przełajowych. W zawodach superligi Pucharu Europy w biegu na 3000 m z przeszkodami wywalczyła w 2001 1. miejsce (9:43.38), a w 2005 – 3. (9:51.51). 14-krotna mistrzyni Polski (1500 m, 5000 m, 10 000 m, 3000 m prz., biegi przełajowe). Siódma lekkoatletka Europy w plebiscycie EAA (2001).
Rekordy życiowe
- 1500 m – 4:12.09 (1999),
- 3000 m – 8:59.83 (1997),
- 2000 m prz. – 6:13.86 (2002),
- 3000 m prz. – 9:22:29 (2002),
- 5000 m – 15:41:18 (2000),
- 10 000 m – 32:58:97 (2000),
- półmaraton – 1:12:14 (2007),
- maraton – 2:30:45 (2007).